# Samuel Holzach
Samuel Holzach (* 1536 in Basel; † 1616 ebenda) war ein Schweizer Akademiker.

## Leben
Samuel Holzach, Sohn des Kaufmanns und Politikers Onophrion Holzach, studierte an den Universitäten von Basel und Bologna und erwarb die akademischen Titel Magister artium und Dr. med. 1576 wurde er zum Professor der Eloquenz an der Universität Basel ernannt. 1589 übernahm er die Professur der griechischen Sprache. 1594 wurde er wegen schlechter Leistungen und lasterhaften Lebens seines Amts entsetzt, nachdem er bereits 1566 wegen „Übertrinkens“ und Gotteslästerung gefangen gesetzt worden war.